# Procambarus incilis
Procambarus incilis är en kräftdjursart som beskrevs av Penn 1962. Procambarus incilis ingår i släktet Procambarus och familjen Cambaridae. IUCN kategoriserar arten globalt som livskraftig. Inga underarter finns listade i Catalogue of Life.